# Pelastoneurus sanjensis
Pelastoneurus sanjensis är en tvåvingeart som beskrevs av Grichanov 2004. Pelastoneurus sanjensis ingår i släktet Pelastoneurus och familjen styltflugor.
Artens utbredningsområde är Tanzania. Inga underarter finns listade i Catalogue of Life.